# Kamal Guliyev
Pour les articles homonymes, voir Guliyev.
Kamal Guliyev (en azéri : Kamal Quliyev), né le 14 novembre 1976 à Sumgayit en Azerbaïdjan, est un footballeur international azerbaïdjanais, devenu entraîneur à l'issue de sa carrière, qui évoluait au poste de milieu droit. 
Il est actuellement l'entraîneur du FK Neftchala depuis 2014.

## Biographie

### Carrière de joueur
Kamal Guliyev dispute un match en Ligue des champions, et 8 matchs en Coupe de l'UEFA,.

### Carrière internationale
Kamal Guliyev compte 47 sélections avec l'équipe d'Azerbaïdjan entre 1999 et 2005. 
Il est convoqué pour la première fois par le sélectionneur national Ahmad Alaskarov pour un match amical contre l'Ouzbékistan le 18 août 1999 (défaite 5-1). Il reçoit sa dernière sélection le 7 septembre 2005 contre l'Autriche (0-0).

## Palmarès

### En tant que joueur
- Avec le Neftchi Bakou
  - Vainqueur de la Coupe d'Azerbaïdjan en 2002

### En tant qu'entraîneur
- Avec le FK Neftchala
  - Champion d'Azerbaïdjan de D2 en 2015